# Bunky

Bunky est une série de bande dessinée humoristique créée par l'Américain Billy DeBeck et diffusée par King Features Syndicate du 16 mai 1926 au 18 juillet 1948.
Bunky est apparu sous le nom Parlor, Bedroom and Sink (« Le boudoir, la chambre à coucher et l'évier ») comme bande complémentaire de la planche du dimanche de Barney Google, la série principale de DeBeck. La série met d'abord en scène un couple de jeunes mariés, Hill et Bisby, dans la lignée des planches de Chic Young, avant de rapidement prendre un aspect plus aventureux lorsque Bisby devient une star de Hollywood et que Hill devient un prisonnier en fuite. 
Le couple se retrouve dans la planche du 13 novembre 1927, où Bisby présente à Hill son enfant, Bunker Jr.. Bébé normal à l'origine, il devient rapidement un « super-bébé » qui marche, parle et est régulièrement confronté à un gros adulte très méchant au nez proéminent apparu en 1928 sous le nom de « Fagan » avant que son nom ne soit corrigé en Fagin en 1930. En septembre 1932, le strip, passé à trois bandes au lieu de deux au début, est renommé Parlor, Bedroom & Sink Starring Bunky, puis simplement Bunky au printemps 1935.
Picaresque et aventureuse, la série lorgne parfois vers l'aventure, comme au cours de l'année 1937 où Bunky, après avoir rencontré John Thomas, un chien qui parle, le suit sur Poochadina, une île imaginaire pleine de chiens parlants.
À le mort de DeBeck en 1942, la série est assez populaire pour être poursuivie par Joe Musial puis Fred Lasswell. King Features en publie la dernière histoire le 18 juillet 1948.
Pour le critique Ron Goulart, c'était « la meilleure et la plus intelligente des créations » de son auteur.